# بانک عمان عرب
بانک عمان عرب (عربی: بنك عمان العربي) شرکت خدمات مالی و بانکداری عمانی است، که در سال ۱۹۸۴ تأسیس شد.